# Monstera deliciosa
Monstera deliciosa е вид цъфтящо растение, естествено срещано в тропическите гори на Южно Мексико. Монстерата е въведена от хората в много тропически зони и се е превърнала в леко инвазивен вид на Хаваите, Сейшелите, остров Възнесение и Дружествените острови. Изключително много се отглежда в зони с умерен климат като стайно растение.

## Имена
Епитетът deliciosa означава „вкусен“, отнасящ се до ядливия плод на монстерата. Родът Monstera е получил името си от латинската дума за „чудовищен“ или „ненормален“ и се отнася до необичайните листа с естествени дупки, които членовете на рода имат.

## Описание
Този член на семейство Змиярникови (Araceae) е хемиепифит с въздушни корени. Може да достигне до 20 метра височина в дивата природа, с големи, кожести, лъскави, перести, сърцевидни листа с широчина 25 – 90 см. и дължина от 25 до 75 см. Листата на младите растения са по-малки и без цепнатини и дупки, но скоро по време на растежа им се образуват налобени и фенестрирани листа. Въпреки че в природата може да стане много висока, стайно отглежданите монстери достигат само 2 – 3 метра на височина. Колкото по-старо е растението, толкова повече листата са покрити с характерните му големи перфорации.
Дивите кълнове растат към най-тъмната зона, докато намерят ствол на дърво, след което започват да растат към светлината, пълзящи нагоре по дървото.
Съцветието е окичено с кремавобели листа с равномерен, кадифен вид, покриващи, като качулка, жълтеникавобял спадикс висока 10 до 15 см. и 3 см. в диаметър. Цветята се самоопрашват, съдържат както андроцей, така и гинецей. Тъй като съдържат и двете структури, това растение може да се самоопрашва.

### Плод
Плодът на Monstera deliciosa достига до 25 см. дължина и 3 – 5 см. диаметър и изглежда като зелена царевица, покрит с шестоъгълни люспи. Когато плодът узрее, тези люспи падат от плода, освобождавайки силен и сладък аромат. Миризмата е сравнявана с такава от комбинация от ананаси и банани. Плодът е ядлив и безопасен за хората.
Плодовете на растения от семейство Змиярникови (семейство Arum) често съдържат рафиди и трихосклереиди – игловидни структури от калциев оксалат. При M. deliciosa неузрелите плодове, съдържащи тези игловидни кристални структури, могат да причинят дразнене в устната кухина.
Отнема повече от година, докато плодовете достигнат зрялост. Плодът първо показва признаци на узряване чрез пожълтяване на най-долните люспи. Докато узрее, нишестето, което се съхранява в зелените плодове, се превръща в захар, което му придава сладкия вкус. Този механизъм е сравним с това как узряват банановите плодове. Силната миризма, която произвежда плодът, става забележима, когато е полуузрял. С течение на времето и плодовете продължават да узряват, миризмата става още по-силна. След като стане напълно узрял обаче, ароматът бързо се влошава.

## Разпространение и растеж
Това растение вирее във влажните тропически гори, в низините и средните планини, в крайния юг на Мексико, а също и в Белиз, Хондурас, Ел Салвадор, Никарагуа, Коста Рика, Гватемала, Куба и Панама. Семената падат на земята, след което кълновете пълзят (отрицателен фототропизъм), докато срещнат дърво, на което да се прикрепят. По този начин множеството въздушни корени позволяват на растението да се закрепи към новата си опора и да достигне светлината (въпреки че рядко расте на пълно слънце и предпочита светлина, затъмнена от листата на други растения). Диви растения могат да бъдат намерени и в други части на Северна Америка (Флорида), Азия (Малайзия, Индия), Австралия и Западното Средиземноморие и Атлантическия океан (Сицилия, Португалия, Мароко, Мадейра).

### Стайно отглеждане
Неговата архитектура, лекота на отглеждане и толерантност към широк спектър от условия го правят идеално растение и за стайно отглеждане. Поради тази причина е популярно растение за дома или офиса в умереното северно полукълбо. Предпочита ярка индиректна светлина и температури между 20 – 30°C. Обикновено се полива, когато почвата е леко изсъхнала (след около една или две седмици). Изисква добро отдрениране на почивата, за да процъфтява. Рядко има цъфтеж при отглеждане на закрито.
В Обединеното кралство Monstera deliciosa и култивираният сорт Variegata са носители на наградата за градински заслуги на Кралското градинарско дружество.

## Други употреби
Въздушните корени са били използвани като въжета в Перу и за направата на кошници в Мексико. В Мартиника коренът се използва за направата на традиционно лекарство срещу змийски ухапвания. В Мексико се използва в традиционната медицина за облекчаване симптомите на артрит.

## Токсичност
Monstera deliciosa е умерено токсична както за котки, така и за кучета, тъй като съдържа несмилаеми кристали на калциев оксалат (с игловидна форма). Този кристал може да причини нараняване на устата, езика и храносмилателния тракт. Той също така причинява дерматит при директен контакт с кожата на котка и куче.

## Галерия
- Съцветие
- Листо
- Лист и съцветие
- Плодове (неузрели)
- Узряване на плодовете
- Въздушен корен, растящ в стълб от кокосови влакна